# Sint-Mauritiuskerk (Silvolde)
De Tempel (naam sinds 2024) is een kerkgebouw in de Gelderse plaats Silvolde (gemeente Oude IJsselstreek. De Sint-Mauritiuskerk was een rooms-katholieke kerk en werd in 1931 naar ontwerp van Johannes Sluijmer gebouwd. In 1999 werd het gebouw aangewezen als rijksmonument. Sinds 2018 is het gebouw geen kerk meer maar wordt voor evenementen gebruikt.

## Geschiedenis
In de 13e eeuw werd de eerste kerk in Silvolde gebouwd, de Oude Mauritiuskerk. Deze ging na de reformatie over naar de protestanten. In 1837 werd een nieuwe kerk voor de rooms-katholieken gebouwd, een waterstaatskerk. Eind jaren 20 van de 20e eeuw werd de waterstaatskerk te klein bevonden en besloot de geloofsgemeenschap tot de bouw van een nieuwe kerk. Aangezien de nieuwe kerk op dezelfde locatie kwam te staan, werd tijdelijk een noodkerk gebouwd ter overbrugging van de sloop- en bouwperiode. Begin 1931 werd de eerste steen voor de nieuwe kerk gelegd. Later dat jaar, op 20 oktober, werd de kerk geconsacreerd door de aartsbisschop van Utrecht, Joannes Jansen en kreeg Mauritius als patroonheilige.
Tijdens de Tweede Wereldoorlog werden de kerkklokken meegenomen door het Duitse leger. Tevens werd door granaatbeschietingen de kerk beschadigd. Na de oorlog volgde het herstel. In 1974 werd het priesterkoor van de kerk uitgebreid.
De kerktoren wordt aan de straatzijde voorafgegaan door een portaal met zadeldak. In de voorgevel van het portaal  is een beeld van Mauritius verwerkt, gemaakt door de kunstenaar Hans Mengelberg. De ongelede bakstenen toren wordt bekroond met een naaldspits. Aan de bovenzijde van de toren bevinden zich grote verticale galmgaten met erachter klokken gegoten door klokkengieterij Petit & Fritsen. Aan beide zijden van de toren zijn traptorens aangebracht. Het schip is opgezet in de vorm van een basiliek, met lagere zijbeuken. Beide zijgevels zijn voorzien van steunberen die worden afgewisseld met lancetvensters. In deze vensters is glas in lood verwerkt. Aan de achterzijde van de kerk is een apsis verwerkt, met aan twee zijden een toren.
In de kerk zijn diverse beelden en uitbreidingen aangebracht naar ontwerp van Hans Mengelberg. Het kerkorgel is oorspronkelijk in 1901 gemaakt door de firma Leichel en in 1980 in de Sint-Mauritiuskerk geplaatst. De preekstoel stamt uit 1857 en is gemaakt door Atelier Cuypers-Stoltzenberg. In de kerk is ook de helft van een Marianum aanwezig gemaakt door Arnt in de 15e eeuw. Deze stond tot aan de reformatie in de Grote of Laurentiuskerk in Varsseveld. Het andere deel staat in de kerk van Anholt. De Jozefkapel die zich in het priesterkoor bevindt, heeft een altaar die ontworpen is door Alex Asperslagh. Aan de pilaren in de kerk, die de kruisgewelven dragen, hangen beelden van onder andere Jacob Maris.

## Galerij

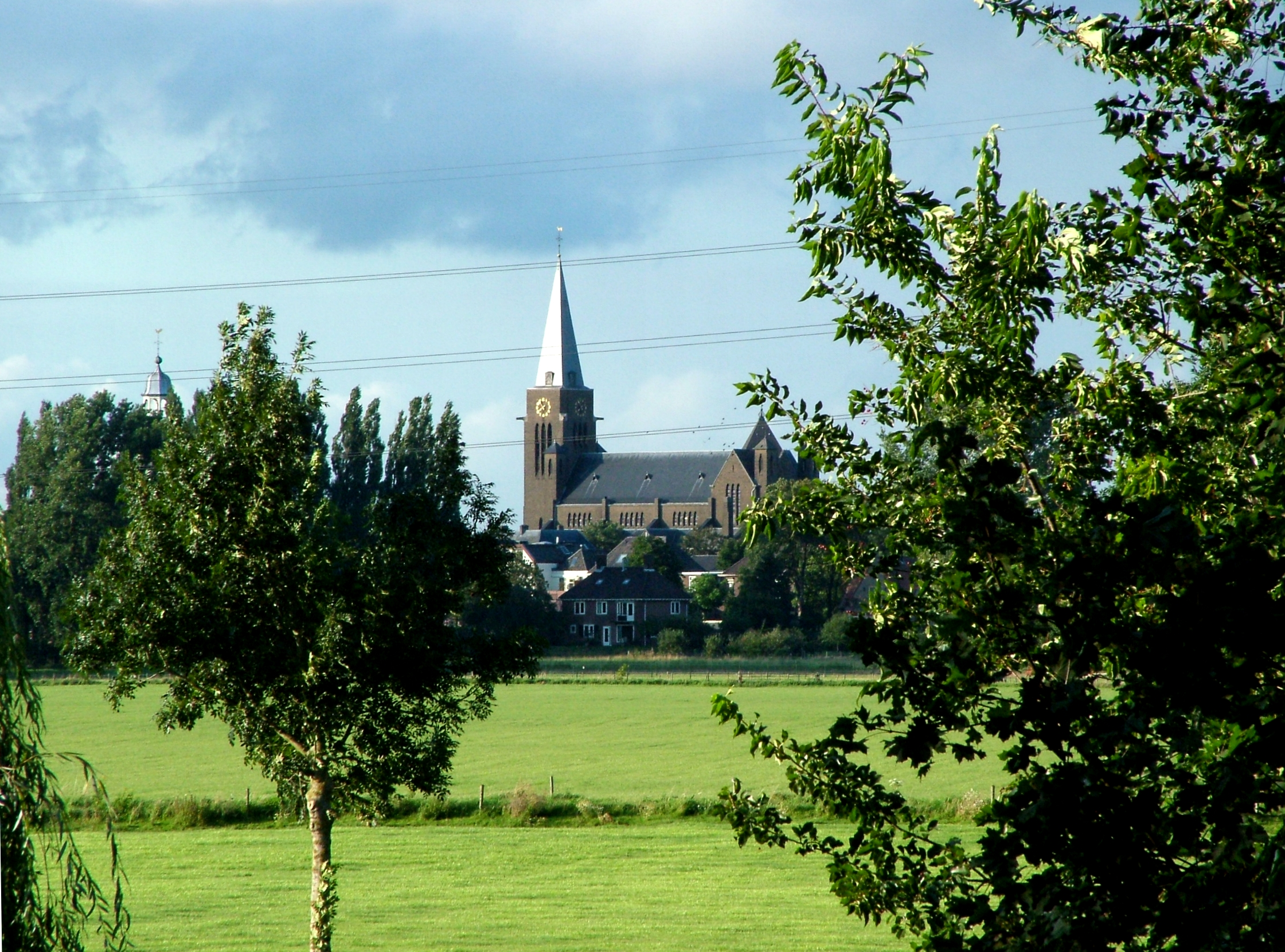
Kerk gezien vanuit het zuiden
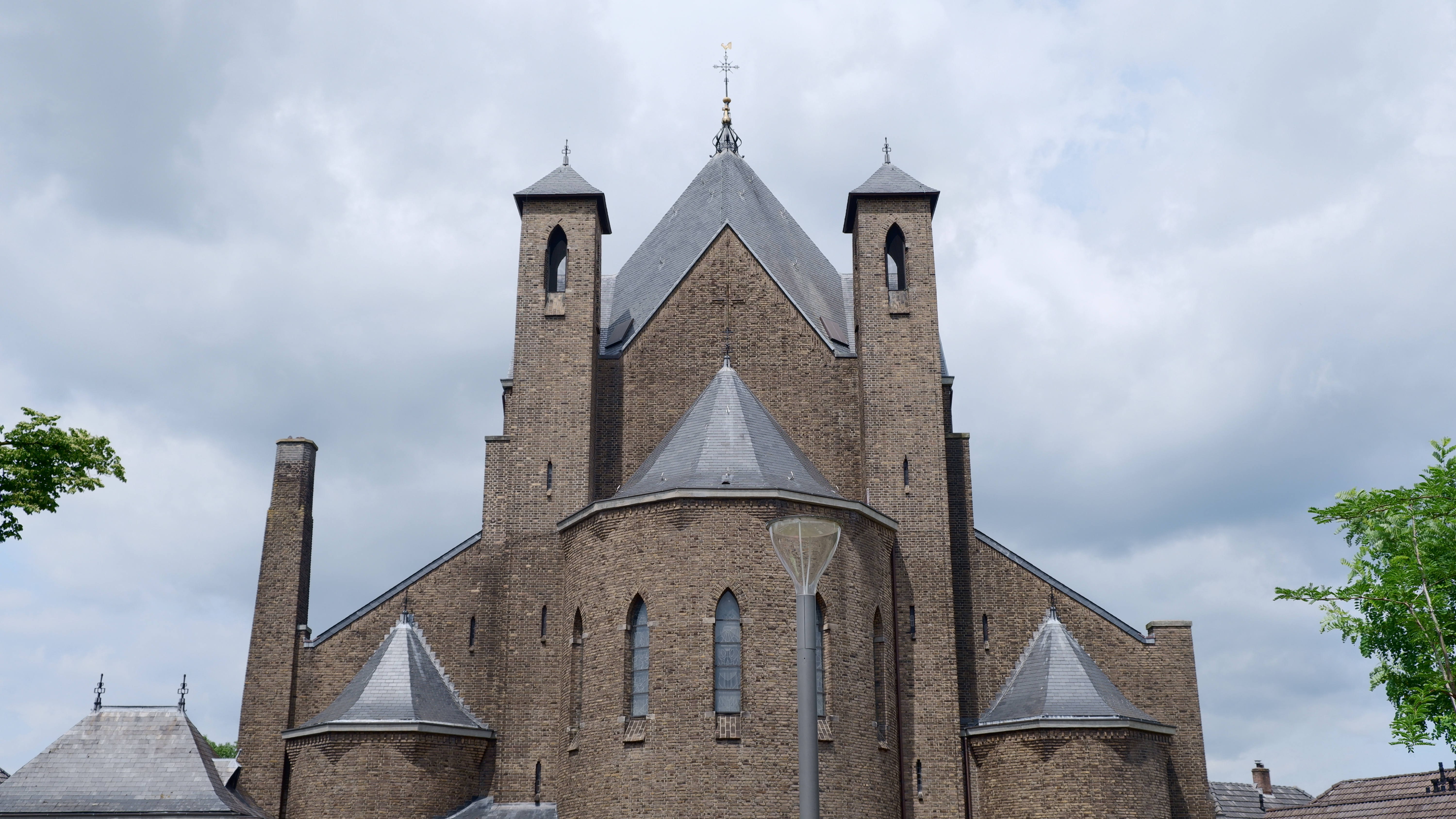
Apsis
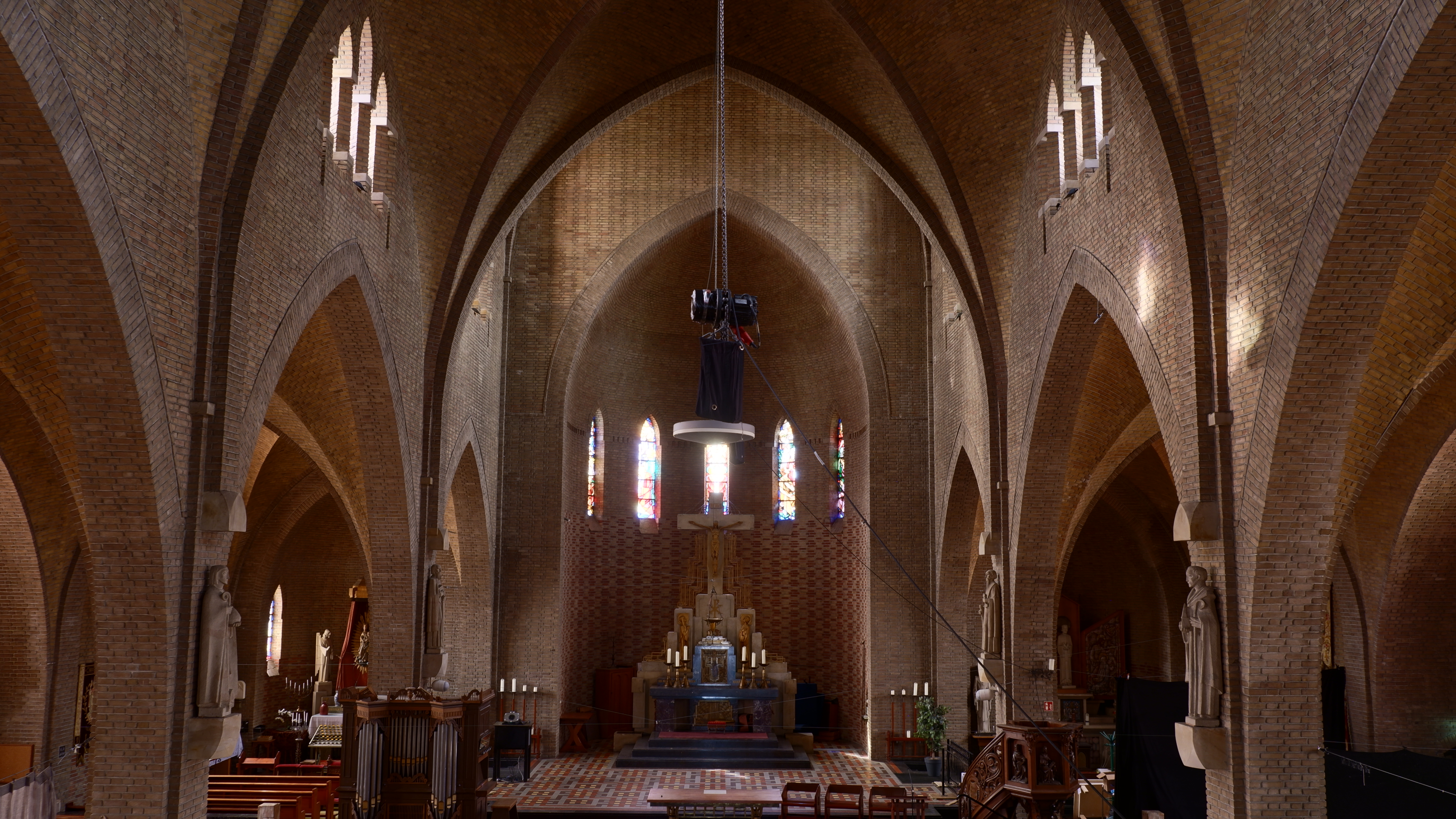
Interieur met zicht op het altaar
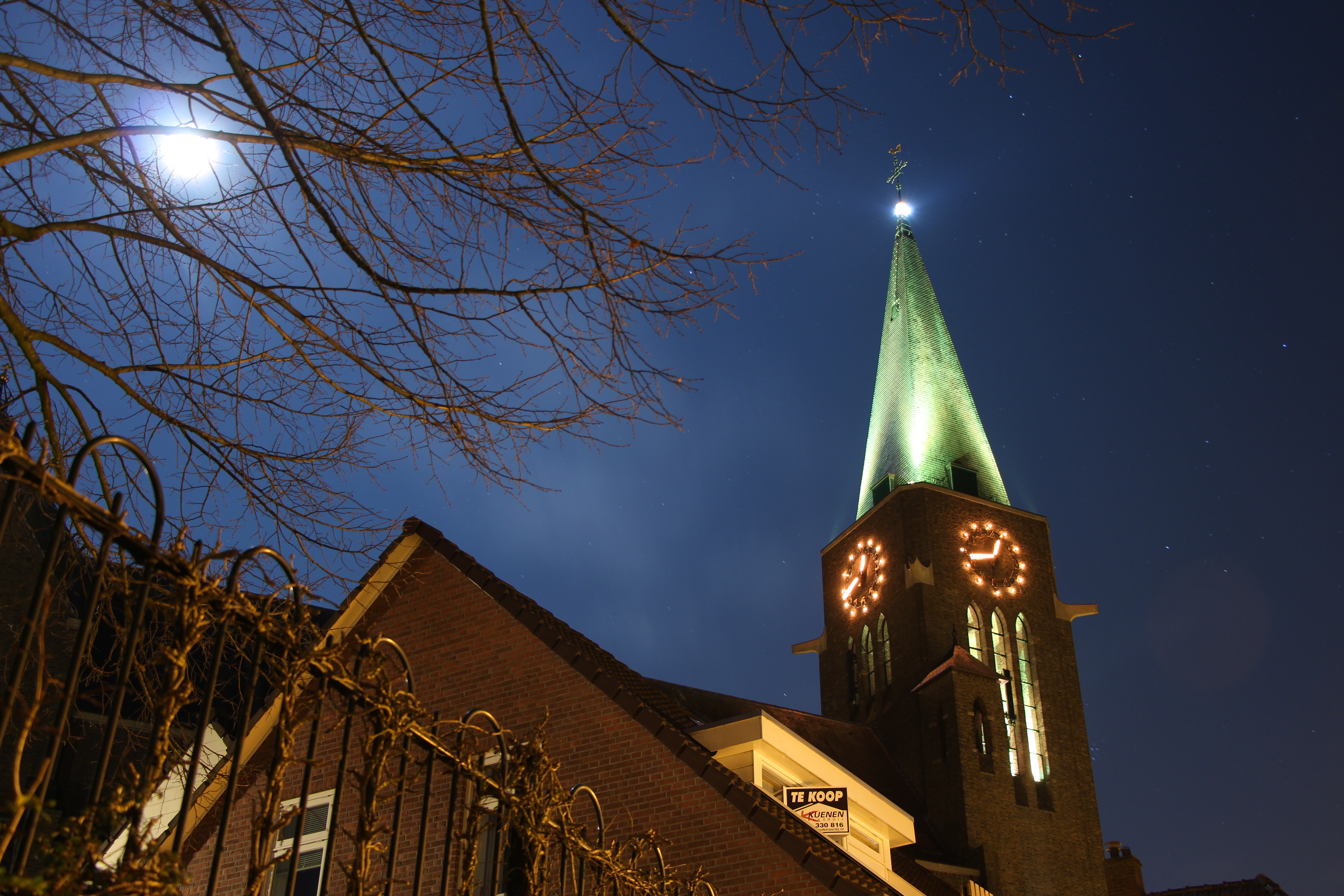
Verlichte kerk
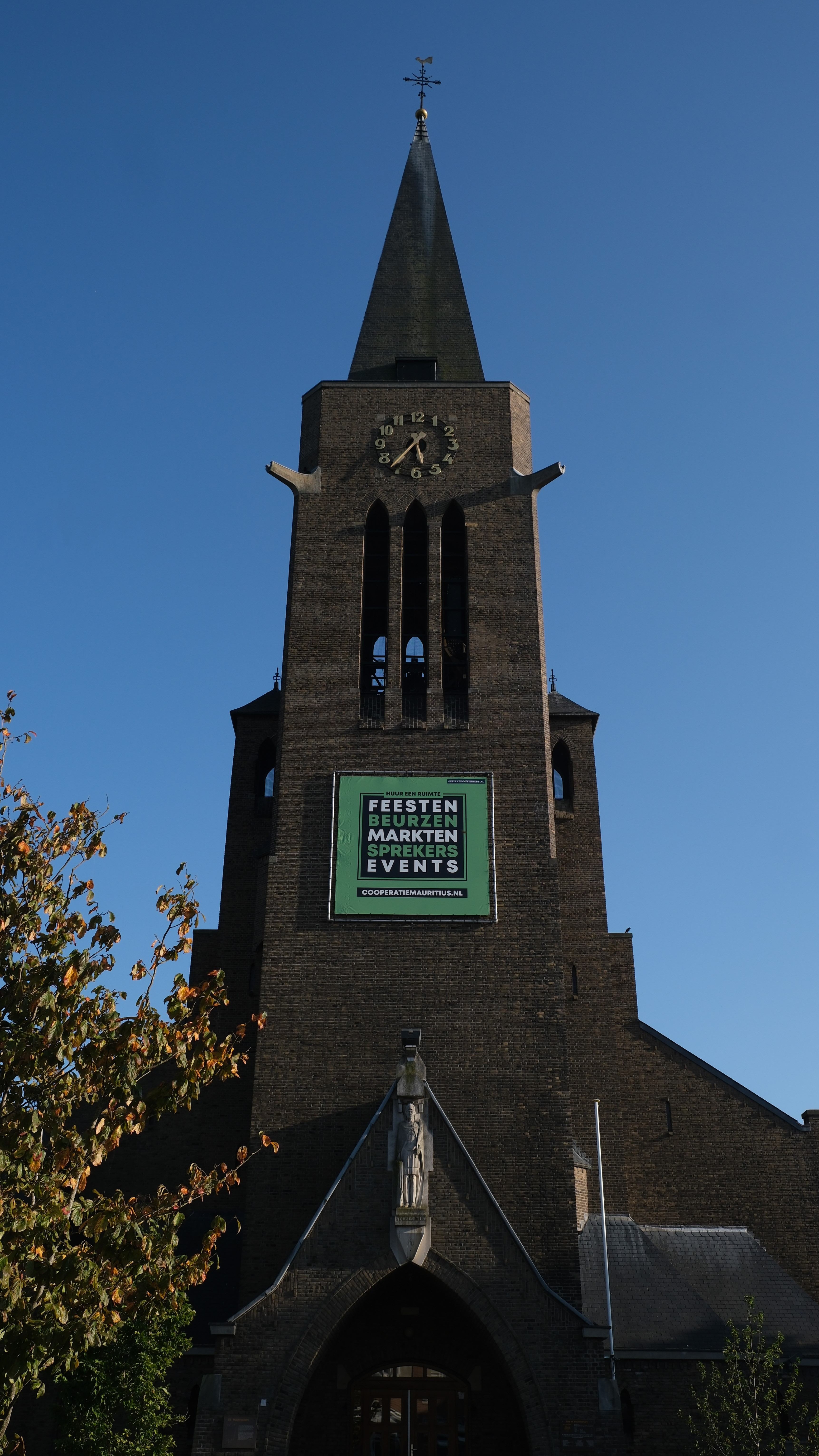
Beeld van Mauritius, gemaakt door Hans Mengelberg, boven de entree van de kerk